# Borówka (Głowno)
Borówka – dawna wieś, od 1934 południowa część miasta Głowna obejmująca swym zasięgiem tereny w okolicy ulic Leśnej i Andrzeja Strugi.

## Historia
Dawniej samodzielna miejscowość (kolonia). Od 1867 w gminie Bratoszewice. W okresie międzywojennym należało do powiatu brzezińskiego w woj. łódzkim.  W 1921 roku liczba mieszkańców wynosiła 18. 16 września 1933 utworzono gromadę Borówka w granicach gminy Bratoszewice, składającą się z samej kolonii Borówka. 
10 lipca 1934 Borówkę włączono do Głowna.